# 통근철도
통근철도(通勤鐵道)는 통근형 전동차를 투입하여 통근의 목적으로 운행되는 철도이다. 역간거리가 길고 기차와 선로를 공유하는 것이 특징이다.
대한민국에서는 수도권 및 동남권(부산 도시철도)등 철도 거의 대부분의 노선이 통근철도로 운영되고 있으므로, 한국철도공사에선, 통상적으로 광역 철도로 호칭한다.

## 종류
아시아와 태평양, 유럽, 아메리카 등 일부 서구권 국가에서는 대체로 도시 교통이 발달되어 있기 때문에, 통근열차는 흔히 도시 철도, 일본의 경우, 재래선이라는 노선을 지칭한다. 도시 철도가 적거나 없는 나라의 경우, 도시와 근교 지역을 연결하는 기차 노선이 통근열차에 해당한다.

## 같이 보기
- 대중교통
- 통근
- 세르카니아스
- S반